# Todbjerg Kirke
Todbjerg Kirke er en kirke i landsbyen Todbjerg, beliggende i Todbjerg Sogn ca. 12 kilometer nord for Aarhus C.
Oprindeligt var det en trækirke, som i 1100-tallet blev erstattet af en stenkirke. Dennes ældste dele, skib og kor, er fra 1100-tallet, men er stærkt ændrede siden dengang. Hvælvinger og våbenhus er fra 1400-tallet, og det lille klokketårn er fra 1772.

## Eksterne kilder og henvisninger
- Wikimedia Commons har flere filer relateret til Todbjerg Kirke
- En rundvisning i Todbjerg kirke (Webside ikke længere tilgængelig)  (Webside ikke længere tilgængelig)
- Todbjerg Kirke hos KortTilKirken.dk